# Cybernet
Cybernet fue un programa de televisión que se especializaba en el mundo de los videojuegos y tecnología en general, es originalmente comisionado por YorkShire Television y producido por Capricorn Programmes. Fue cancelado en 2010.

## Historia
Originalmente llamado Gamewatch, tenía el mismo estilo que ahora Cybernet con secciones, voces en off, y una cortinilla animada psicodélica, fue hasta 1995 cuando cambio de nombre a Cybernet.
El programa tuvo su origen en el año 1995 en Gran Bretaña.
El programa no tiene a alguien que lo conduzca, solo se escucha su voz; sino que se muestra a un robot animado que en su pantalla muestra el nombre del segmento. El programa también contó con una sección en la cual se muestran trucos para algunos juegos y sus respectivas plataformas.
En los primeros años, el programa aseguraba que la voz era de Lucy Longhurst, quien luego sería reemplazada por Steve Truitt y posteriormente por Lucas H Gordon, luego por Catherine Fox hasta 2007, cuando finalmente el programa contó con Fran Stafford hasta su cancelación.

## Transmisión
El programa, que se transmite originalmente en Gran Bretaña, llegó a Latinoamérica, fue transmitido por el extinto canal de cable infantil Cablín en Argentina en el año 1995; el programa fue transmitido hasta el año 2000, cuando el canal fue adquirido por Multicanal.
También se emitió en señal abierta en Venezuela (Canal Americana de Televisión), y México (a través del Canal 52MX del sistema privado MasTV (México) y Once TV México), también se transmite en Ecuador 1997-1999 [Canal 1], Colombia, México y gran parte de Latinoamérica por cable en el canal de televisión ZAZ hasta ser eliminado para siempre en marzo de 2011 de ese canal. En su conducción (Voz en Off) en Español latinoamericano, se encuentra nuevamente la actriz de doblaje Gisela Casillas en los primeros episodios y finalmente Alexandra Vicencio, teniendo como suplente a Circe Luna (antes la actriz de doblaje suplente era Liliana Barba). El programa se difundió en España a través de los cable operadores Movistar TV, ONO y Orange TV. El doblaje en español lo realizó la actriz de doblaje Montse Bru desde el año 2006 hasta el 2010.

## Segmentos
Estos fueron los segmentos del programa:
- Review
- Preview
- News
- Exclusive
- Multimedia
- Behind the Scenes
- Internet
- Cybernetting
- Hi-Tech
- Tactics
- Around the World
- Game of the Week
- What's New
- Report
- Feature
- Chart

El programa también contó con su propio Top Ten donde se muestran los 10 mejores videojuegos de cada consola (plataforma).

## Tecnología
Esta es una lista parcial en orden cronológico de algunos de los objetos tecnológicos que han aparecido en el programa:
- Sega Genesis
- Nintendo 64
- PlayStation
- Dreamcast
- PlayStation 2
- Game Cube
- Xbox
- PlayStation 3
- Wii
- Xbox 360
- PC